# مرض جنيني
مرض جنيني (بالإنجليزية: Fetal disease)‏ هو مُصطلح يُقصد به أي مرض يحدث للجنين في الرحم، ومن الأمثلة على هذه الأمراض الاستسقاء الجنيني والتهاب المشيماء والسلى.